# Tomandar
Tomandar (em persa: تمندر; também conhecida como Tomandar-e Bālā) é uma aldeia no distrito rural de Bizaki, distrito de Golbajar, condado de Chenaran, província de Coração Razavi, Irão. No censo de 2006, tinha uma população de 31 habitantes, em 7 famílias.